# Tenerezza
Tenerezza (テネレッツァ, Tenerettsa) est un jeu vidéo de type action-RPG développé et édité par Aquaplus, sorti exclusivement au Japon le 30 janvier 2003 pour Xbox et le 28 mars 2003 pour Windows.

## Synopsis
Tenerezza (« tendresse » en italien) est une jolie jeune fille qui vit dans le village d'Esperanza. Tenerezza est l'héroïne éponyme du jeu et la meilleure sorcière autoproclamée du monde qui possède une boutique de « magie et caetera » dans le village d'Esperanza. Lorsque le village est menacé par des monstres, elle décide de partir à l'aventure avec son amie la fée Lolo pour enquêter sur les événements étranges. Un jour, le maire du village lui demande de se rendre dans la forêt magique voisine et d'enquêter sur l'apparition récente de monstres dans la région. Sur son chemin, Tenerezza rencontre la fée Lolo et ensemble, ils s'opposeront à une force obscure qui menace de conquérir le monde et de détruire son village. Tenerezza peut cuisiner toutes sortes de plats et autres potions magiques. Elle est une cuisinière experte et une magicienne hautement qualifiée. Elle produit des objets de guérison en cuisinant différents types d'aliments et maîtrise l'utilisation de la magie des quatre éléments.

## Système de jeu
Tenerezza est un jeu d'action et de rôle (action-RPG). Les combats se déroulent en temps réel et Tenerezza évolue tout au long de l'aventure. Tenerezza peut charger des sorts magiques en maintenant la touche ou le bouton d’attaque, puis les lancer sur les ennemis. Il est également possible d'attaquer physiquement et d'équiper diverses armes et armures. Lorsqu'une quantité suffisante de points d'expérience est accumulée, Tenerezza passe au niveau supérieur, le joueur peut augmenter manuellement sa défense, sa puissance d'attaque ou sa maîtrise de l'un des types de magie élémentaire.

## Développement
Tenerezza est développé par Aquaplus. Le studio japonais est mieux connu pour être l'éditeur de jeux de drague tels que To Heart et To Heart 2.
En juin 2002, la version Xbox du jeu est, pour un temps, annulé par Aqualplus en raison de son inquiétude face à la viabilité économique envers le marché de la console au Japon. Néanmoins, au cours du Tokyo Game Show en septembre 2002, le studio reconfirme la sortie du jeu sur Xbox.
En décembre 2006, le jeu devient compatible avec la Xbox 360,.

### Différences de la version Windows
Des modes et éléments supplémentaires ont été ajoutés à la version Windows comme une séquence de fin et un bestiaire appelé « Monster Encyclopedia » dans lequel est enregistré les monstres vaincus. Les deux nouveaux modes de jeu inclus sont « Strong New Game » où Tenerezza démarre avec un niveau supérieur à celui du jeu précédent et « Waku Waku Giant Land » où les ennemis deviennent plus grand et plus forts. En plus de l'inclusion d'un mode haute résolution et l'option de vérifier la progression des quêtes principales contrairement à la version Xbox où il est uniquement possible de vérifier la progression des quêtes secondaires.